# Cleistes paludosa
Cleistes paludosa är en orkidéart som beskrevs av Heinrich Gustav Reichenbach. Cleistes paludosa ingår i släktet Cleistes, och familjen orkidéer. Inga underarter finns listade i Catalogue of Life.